# Karl Kreutz
Pour les articles homonymes, voir Kreutz.
Karl Kreutz (20 septembre 1909 à Bromberg – 27 juillet 1997 à Bonn) fut un SS-Standartenführer de la Waffen-SS durant la Seconde Guerre mondiale.

Il a été récipiendaire de la croix de chevalier de la croix de fer avec feuilles de chêne.

## Biographie
(mai 2010).
Améliorez-le ou discutez des points à vérifier. 
Karl Kreutz fut durant l'entre-deux-guerres le maire de Leverkusen et entra au NSDAP en 1931, repéré parmi les SA (où il exerce la fonction de Reicheingrupper, major commandant un groupe de 150 hommes) par von Papen en voyage de fonction à Meiren. Celui-ci le fit entrer dans son cabinet comme secrétaire particulier, il en est renvoyé à la suite de la nuit des Longs Couteaux (avril 1934). Il reste un temps chômeur, puis entre à l'école de la SS. Il en sort au terme de deux ans avec le grade de major. En 1938, il change de branche, en étant affecté à la direction départementale du SD de Rhénanie en tant que commissaire général adjoint.
Il intègre les forces SS combattantes fin août 1939, juste avant la campagne de Pologne, au sein de la Das Reich. Il est remarqué de ses supérieurs et passe directement de sous-lieutenant à un grade d'officier supérieur, commandant. Il poursuit ensuite son ascension militaire durant la campagne de Russie (juin - décembre 1941), à Stalingrad (septembre 1942 - 1er février 1943), et à la bataille de Normandie (juin - août 1944). Il prendra même la direction de la division à la fin de la guerre.
Rappelé par Himmler le 18 avril 1945 pour intégrer son quartier général, après s'être réfugié un temps dans la campagne allemande avec Himmler, il s'enfuit le 3 mai dans les derniers restes du Troisième Reich à Hambourg puis à Kiel, en se plaçant sous la protection de l'amiral Dönitz.

## Décorations
- Croix de fer
  - 2e classe
  - 1re classe
- Croix allemande en or
- Croix de chevalier de la croix de fer
  - Croix de chevalier de la croix de fer (27 août 1944)
  - avec feuilles de chêne (6 mai 1945)

## Sources
- (en) Cet article est partiellement ou en totalité issu de l’article de Wikipédia en anglais intitulé « Karl Kreutz » (voir la liste des auteurs).